# Impalas (banda)
Impalas es una agrupación de rock uruguaya, fundada en 2015. 
La banda Impalas se creó en 2015, y sus integrantes son Mauricio Figueredo en voz y guitarra (ex Buenos Muchachos, La hermana menor, Pakidermos de Argentina), Leandro Dufau en guitarra y voz, (ex Yougurth), Lucía Pintos en bajo y Enzo Mega en batería. Componen junto al iluminador Diego Viera quien también  hace voces en las presentaciones de la banda. En 2017 publican el disco Disfraz, con 10 temas.
De ese disco la canción Medicina y Brillan tienen videoclip, donde se puede ver a lo integranes de la banda.